# Alice (Balthus)
Pour les articles homonymes, voir Alice.
 (octobre 2013).
Si vous disposez d'ouvrages ou d'articles de référence ou si vous connaissez des sites web de qualité traitant du thème abordé ici, merci de compléter l'article en donnant les références utiles à sa vérifiabilité et en les liant à la section « Notes et références ».
Alice est un tableau réalisé par le peintre Balthus en 1933. Il est entré dans la collection du centre Pompidou en 1995.
Sur le thème convenu d'une femme à sa toilette, l'artiste a réalisé une œuvre d'une sobriété austère, porteuse d'une charge érotique revendiquée et d'un fort pouvoir onirique. Cette œuvre, exposée dès 1934, trouva en Antonin Artaud son premier commentateur et hanta longtemps son premier propriétaire, le poète et romancier Pierre Jean Jouve.

## Présentation
Dans un cadre familier mais volontairement resserré, typique des espaces sans profondeur chers à l'artiste, au coin d'une pièce au dépouillement extrême (plancher, mur, chaise) une jeune femme se livre à sa toilette. Elle est simplement revêtue d'une chemise très courte et transparente qui dévoile le bas de son ventre et dont s'échappe un sein volumineux peu en rapport avec sa taille singulièrement fine. Elle peigne à deux mains sa chevelure déployée pour démêler ses torsades aux ondulations serpentines. Ses yeux sont délavés et son regard est vide ; il annonce celui des dormeurs et rêveurs des tableaux ultérieurs. Ses jambes, longues et puissantes, aux attaches robustes, sont dépourvues de finesse et son pied gauche, écarté, repose sur une chaise cannée, le seul élément du décor.
La posture, tout à la fois banale, provocante et difficile à tenir qui est imposée au modèle, permet au peintre d'installer au centre du tableau le sexe de la femme, crûment dessiné, souligné par l'intérieur de la cuisse qui se creuse à la commissure de l'entrejambe. La simplicité du sujet s'impose d'emblée dans son imposante verticalité, mais comportant d'inquiétantes étrangetés, son réalisme est trompeur comme si un drame en suspens habitait cette œuvre. Alice est offerte à la vue du spectateur, mais elle est bizarrement indifférente, comme absente, figure fantomatique ignorant encore que le regard de l'autre — peintre, spectateur — s'est posé sur elle.
Une tonalité presque uniformément ocre, ambrée et orangée baigne la toile. Seules les ballerines bleues que porte Alice échappent à cette palette. La matière grenue, sèche et rugueuse, rappelle la technique de la fresque dont Balthus s'est imprégné lors de ses visites au musée du Louvre et de son voyage en Toscane en 1926, au contact des œuvres des maîtres Piero della Francesca à Arezzo et Masaccio à Florence, qu'il a déjà copiées. La scène avec cette lumière ambrée, artificielle, est imprégnée de la clarté aveuglante du rêve.
Cette toile appartient à la première période du peintre et le nu féminin reviendra souvent dans son œuvre comme image et langage érotiques, mais Alice compte peu d’œuvres du même type et, parmi celles qui affichent le même dépouillement, sans autre personnage ni décor (La Victime, 1937 ; Nu couché, 1945 ; Jeune fille à sa toilette, 1950 ; Nu de profil, 1973-1977...), aucune ne possède son singulier pouvoir d'envoûtement.

## La création de l’œuvre
Balthus a 25 ans lorsqu'il peint Alice au printemps et à l'été 1933. Il habite alors une chambre de grenier à Paris, rue de Furstenberg, et il vient de passer l'hiver précédent chez ses amis Pierre et Betty Leyris. Il a peint plusieurs portraits de l'un et de l'autre, le plus connu étant celui où elle joue au bilboquet. C'est cette jeune femme anglaise aux grands yeux bleus, Betty Holland, que Balthus connaît depuis 1931 et qui a épousé Pierre Leyris en 1932, un de ses meilleurs amis, que Balthus prend pour modèle. C'est une personnalité connue à Paris, ce qui rend le tableau plus scandaleux à l'époque qu'il ne l'est aujourd'hui.

Le premier titre de ce tableau est Alice dans le miroir, en référence à l'œuvre de Lewis Carroll, De l'autre côté du miroir, dont les illustrations par John Tenniel ont inspiré Balthus, comme d'autres contes d'enfance, pour ses dessins de jeunesse. Alice se regarde dans un miroir, qui n'est pas représenté dans le tableau, à travers lequel le peintre, et le spectateur, l'observeraient. L'artiste s'en explique dans une lettre avec la photo du tableau qu'il adresse le 18 janvier 1934 à Antoinette de Watteville (jeune aristocrate bernoise alors fiancée à un autre et qu'il épousera en 1937) dans laquelle il indique : 

« Quant au nu ... je crois que l'atmosphère grave et sévère qui s'en dégage fait que même une jeune fille peut le regarder sans rougir (le miroir c'est le spectateur). »

Insensible aux modes (surréalisme et cubisme notamment) dont il n'ignore rien, n'appartenant à aucun groupe et ne réclamant aucun soutien, Balthus veut redonner à la tradition picturale réaliste et figurative la dimension tragique ou mystique qu'elle aurait perdue. Simple et austère dans son sujet, économe et efficace dans sa manière, Balthus impose dans Alice une force violente et visionnaire qui confère à cette œuvre un grand pouvoir de vérité et de provocation.

## Réception de l’œuvre
Alice est exposé dès le mois d'avril 1934 à la galerie Pierre, tenue par Pierre Loeb, alors haut-lieu du surréalisme, rue de Seine à Paris. C'est la première exposition personnelle de Balthus et Alice y figure avec La Rue, La Toilette de Cathy, La Fenêtre et La Leçon de guitare, toutes œuvres récentes et de vastes proportions du peintre. Plus choquante encore que celle de La Leçon de guitare pourtant reléguée dans l'arrière-salle de la galerie, la nudité d’Alice a fait passer les spectateurs de cette exposition de l'autre côté du miroir, les transformant en « voyeurs ».
Antonin Artaud, auteur du « théâtre de la cruauté » en 1932,  qui rédige à cette époque des notes pour la NRF, en rend compte avec enthousiasme : 

« C'est par la lumière d'un mur, d'un parquet, d'une chaise et d'un épiderme qu'il nous invite à entrer dans le mystère d'un corps pourvu d'un sexe qui se détache avec toutes ses aspérités. Le nu... a quelque chose de sec, de dur, d'exactement rempli, et de cruel aussi il faut bien le dire. Il invite à l'amour mais ne dissimule pas ses dangers. »

## Propriétaires
Pierre Jean Jouve, très vite fasciné par « ce morceau de peinture d’une si exacte précision, d’une charnalité si intense », acquiert ce tableau en 1935 et l’accroche dans sa chambre rue de Tournon. Pendant plus de vingt ans, le poète a ressenti l'empire obsessionnel de cette œuvre à l'inquiétante quotidienneté, imaginant qu'Alice sort de son cadre pour venir le séduire et le troubler  : 

« La pensée d'Alice devenait continuelle, épuisante, monotone, d'autant plus puissante que le physique d'Alice me repoussait. Lorsque j'eus compris qu'Alice voulait faire l'amour avec moi, je me sentis essentiellement effrayé. La sadisme de cette image voulait de moi la chair et l'esprit. »

En 1943, il avait déjà dans son poème À Balthus rendu hommage à l'arachnéenne Alice. Mais quand il s'est fâché avec Balthus, en 1965, il s'est débarrassé du tableau, le cédant à un ami.
Alice est entré dans la collection du Centre Pompidou en 1995, acheté avec l'aide du Fonds du Patrimoine.